# Thor Neukranz
Thor de Moraes Neukranz, mais conhecido como Thor Neukranz (Recife, 22 de outubro de 1991), é um cineasta brasileiro formado pela escola de cinema francesa Ateliers Varan e no curso de Cinema & Audiovisual na UFPE.

## Biografia
Nascido em Água Fria, no subúrbio de Recife, Thor é filho de um imigrante alemão branco e uma brasileira preta.
Após 3 anos estudando Engenharia Agrícola e Ambiental na Universidade Federal Rural de Pernambuco (UFRPE), em 2014 Thor Neukranz passou a fazer parte do Coletivo Antiproibicionista de Pernambuco, que constrói o cineclube itinerante THCine. Assim, começou a engajar-se na análise de documentários para a curadoria do grupo e a fazer cursos relacionados à produção audiovisual, deixando a engenharia.
Em 2016, formou-se documentarista através da oficina da escola de cinema francesa Ateliers Varan, feita no Recife. No projeto, realizou o documentário Dibuiar, que foi selecionado para as edições de 2017 do DOC-Cévennes e do Festival Brésil en Mouvement. No mesmo ano de 2017, ingressou no curso de Cinema na Universidade Federal de Pernambuco (UFPE).
Em 2021, Thor Neukranz lançou Elos da Matriarca, que mistura formatos, técnicas e estéticas, e tem como protagonista a avó do realizador: Luzinete Lupercina. Arquivos de 1995, de 2005 e novas filmagens produzidas pelo cineasta com seu próprio celular durante a pandemia formam o documentário que acompanha a matriarca de 85 anos.
A obra foi selecionada para diversos festivais de cinema dentro e fora do Brasil, entre os quais a 17ª edição do Festival Brésil en Mouvements, em Paris, o 14º Encontro de Cinema Zózimo Bulbul, no Rio de Janeiro, e o First Nations Film and Video Festival, evento que ocorre há 30 anos em Chicago. O documentário do pernambucano foi premiado na terceira edição da Jornada de Estudos do Documentário com a Melhor Montagem - Potências do Arquivo.